# 13921 Sgarbini
13921 Sgarbini este un asteroid din centura principală de asteroizi.

## Descriere
13921 Sgarbini este un asteroid din centura principală de asteroizi. A fost descoperit pe 14 septembrie 1985 la Stația Anderson Mesa de Edward L. G. Bowell. Asteroidul prezintă o orbită caracterizată de o semiaxă mare de 2,29 ua, o excentricitate de 0,23 și o înclinație de 8,0° în raport cu ecliptica.